# Jean-Philippe Gatien
Jean-Philippe Gatien (Alès, 16 de Outubro de 1968) é um ex-mesa-tenista francês, campeão mundial (1993) e medalhista de prata dos Jogos Olímpicos de Barcelona.